# Tommy Seebach
Tommy Seebach Mortensen (Copenhague, 14 de setembro de 1949 - Copenhague, 31 de março de 2003) foi um  cantor, compositor, organista, pianista e produtor dinamarquês. Foi considerado como o "Rei do Pop Dinamarquês". Casou com Karen e teve 3 filhos.

## Biografia
Tommy Seebach nasceu em Copenhaga (København). Iniciou a sua carreira como organista num grupo formado por ele The colours aos 14 anos de idade  e nos anos seguintes foi tocando em vários grupos. Tocou piano em várias orquestras e grupos, muitas vezes tomando o nome de "Boogie-Woogie-Tommy" Em 1965,  tornou-se membro do grupo Sir Henry and his Butlers  em que escreveu muitas canções de sucesso na Dinamarca. Em 1976, iniciou a sua carreira a solo e com muito êxito no seu país natal.
Em 1979 ganhou a Dansk Melodi Grand Prix organizado pela televisão  estatal dinamarquesa DR,  com a canção Disco Tango (letra em dinamarquês   que alcançou o 6º lugar no Festival da Eurovisão da Canção e foi um grande sucesso em toda a Europa Ocidental, graças à versão em inglês.
No ano seguinte participou novamente no Dansk Melodi Grand Prix, com a canção Bye-Bye, mas não o venceu.  Mas em 1981 tornou a vencer com  a canção Krøller eller ej que interpretou em duo com a cantora norte-americana Debbie Cameron. A letra da canção em português quer dizer "Cabelo encaracolado ou não", que  transmite a ideia que as crianças são todas iguais independentemente da sua cor, cabelos, etc. A letra  em dinamarquês  . A canção era de sua autoria e de Keld Heick.
Tornou a vencer  Dansk Melodi Grand Prix, em 1993 com a canção Under stjernerne på himlen ("Debaixo das estrelas do céu")   de sua autoria e de Keld Heick. Esta canção não teve grande sucesso no Festival da Eurovisão, obtendo apenas o 22º lugar entre 25 países participantes. A pobre classificação levou que a Dinamarca fosse desclassificada no ano seguinte. Tommy sofreu muito com  a situação, visto que foi severamente criticado pela imprensa do seu país que não perdoou  a fraca classificação.
Tommy Seebach devido ao fa(c)to de não ser tão popular tanto na Europa como no próprio país natal, envolveu-se ainda mais no álcool (ele já havia começado a beber em excesso anteriormente, devido a críticas ao seu tipo de música) foi a queda lenta do cantor. Primeiro o divórcio e depois a morte.
Em 2003, com  a idade de 53 anos, morreu vítima de um  ataque cardíaco no parque de diversões  Bakken (em Copenhaga).
O seu filho Rasmus Seebach, nascido em 1980  é também cantor com muita popularidade na Dinamarca

## Discografia

### Solo
- 1975: Wheels
- 1976: Lucky Guy
- 1977: Tommygum
- 1979: Disco Tango (Album)
- 1981: Love On The Line
- 1983: Den Med Gyngen
- 1983: Tommy Seebach Instrumental
- 1986: Pop-korn
- 1989: Tommy Seebach (album)
- 1993: Under stjernerne på himlen
- 1993: Instrumental Megahits 1
- 1994: Instrumental Megahits 2

#### Compilações
- 1989: Glædelig jul
- 1993: Tommy Seebach - Volume 1
- 1993: Tommy Seebach - Volume 2
- 1999: 15 sprøde fra Tvebach
- 2004: 100 Go'e Med Tommy Seebach
- 2007: Hip Hurra
- 2007: Glade jul
- 2010: Komplet & rariteter: De samlede værker

### ComSir Henry & His Butlers
- 1967: Camp

### ComLos Valentinos
- 1974: In Action